# Брешан
Брешан (фр. Bréchamps) насеље је и општина у централној Француској у региону Центар (регион), у департману Ер и Лоар која припада префектури Дре.
По подацима из 2011. године у општини је живело 327 становника, а густина насељености је износила 60,22 становника/km². Општина се простире на површини од 5,43 km². Налази се на средњој надморској висини од 105 метара (максималној 135 m, а минималној 89 m).

## Демографија
| 1962. | 1968. | 1975. | 1982. | 1990. | 1999. | 2011. |
| ----- | ----- | ----- | ----- | ----- | ----- | ----- |
| 123   | 170   | 181   | 251   | 270   | 303   | 327   |

График промене броја становника у току последњих година